# Architecture Apple-Intel

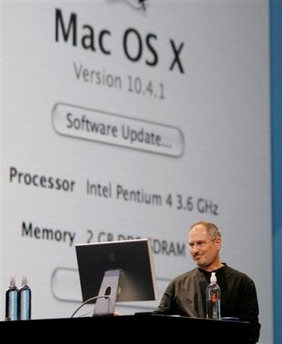
Steve Jobs le 6 juin 2005. Derrière lui, Mac OS X s'exécutant sur un Pentium 4 à 3.6 GHz.

Cet article traite de la plateforme Apple-Intel. Lisez Transition d'Apple vers Intel pour un article sur la transition des PowerPC vers une architecture Intel.
L'architecture Apple-Intel, ou Mactel, est le nom utilisé pour décrire les ordinateurs personnels Macintosh conçus et développés par Apple, et qui utilisent l'architecture Intel x86 à la place des PowerPC ou des 68k utilisés précédemment.

## Exécution desystèmes d'exploitationautres queMac OS
Le 5 avril 2006, Apple a annoncé la sortie d'une version bêta publique de Boot Camp, une collection de technologies qui permettront à l'utilisateur de démarrer Windows XP Service Pack 2. Cette option sera aussi intégrée dans Mac OS X 10.5.
Les systèmes d'exploitation Windows XP et Linux sont capables de démarrer sur les ordinateurs. L'assistant Boot Camp fournit les pilotes Windows pour l'ensemble du matériel intégré aux Mac à processeur Intel (maintenant toute la gamme Mac). L'iSight est maintenant pris en charge par Boot Camp 1.1.1. Boot Camp utilise l'interface déjà présente de boot entre les différents périphériques (disques durs, firewire, cdrom) pour permettre de choisir l'OS au démarrage de l'ordinateur. Le fait de pouvoir installer en même temps les deux systèmes d'exploitation les plus populaires apporte de nombreux avantages :
- pouvoir choisir son système d'exploitation et son interface préférée ;
- pouvoir utiliser plus de logiciels (en particulier plus de jeux) développés pour Windows, qui tournent beaucoup plus rapidement sur leur système d'origine qu’avec une couche de compatibilité ou une émulation ;
- pouvoir utiliser des logiciels existants pour les deux plateformes, mais plus intuitifs ou plus rapides sur l'une des deux (comme Adobe Photoshop par exemple) ;
- pouvoir effectuer un changement de système d'exploitation plus rapidement sans acheter de nouveau matériel ;
- pouvoir tester les différentes applications offertes par chacune des deux plateformes et utiliser son application préférée sans se préoccuper du système sur lequel elle tourne (par exemple, pouvoir choisir entre iMovie et Windows Movie Maker).

Pour qu'un système d'exploitation soit supporté par l'architecture Apple-Intel, il doit prendre en charge (en dehors du support du processeur Intel lui-même) l'EFI, le GPT et le TPM.

### EFI
L'Extensible Firmware Interface (EFI) est le remplaçant orienté firmware du BIOS. Conçu par Intel, il a été choisi par Apple pour remplacer l'Open Firmware, le firmware utilisé pour les architectures PowerPC.
Tandis que Linux supporte nativement l'EFI sur la plate-forme x86, Windows XP et Windows Server 2003 ne peuvent booter sur un disque EFI que sur la plateforme IA-64 (Itanium). Cela rend impossible le démarrage de Windows XP sur une plateforme x86/EFI, telle que celle utilisée par les nouveaux Mac, sans utiliser un bootloader. Or, le 5 avril 2006, Apple a annoncé un bootloader nommé Boot Camp pour pouvoir installer côte à côte Windows XP SP2 et Mac OS X 10.4 sur une même machine.

## VirtualPC
Microsoft a annoncé que sa section Macintosh Business Unit abandonnait le développement de VirtualPC sur la plateforme Apple-Intel. Cependant, des solutions de virtualisation sont actuellement développées par d'autres éditeurs. Contrairement à l'émulation, la virtualisation permet d'utiliser directement le matériel, ce qui implique des performances quasiment aussi bonnes que lors d'une exécution native, avec la possibilité au système d'accéder à la couche graphique matérielle, tout en étant capable d'exécuter les deux systèmes à la fois, ce qui peut être plus pratique que d'utiliser un seul système à la fois avec un bootloader.